# Francesc Espriu i Puigdollers
Francesc Espriu i Puigdollers (Esparreguera, 1916 – Barcelona, 27 d'octubre de 2008) va ser un pintor i activista polític català, parent llunyà de Salvador Espriu.

## Biografia
Estudià a l'Escola de la Llotja de Barcelona, i el 1932 es va afiliar a la Federació Nacional d'Estudiants de Catalunya (FNEC), on n'era representant dels estudiants de belles arts. També formà part dels escamots d'Estat Català amb els quals va prendre part en els fets del sis d'octubre de 1934. El setembre del 1936, durant la Guerra Civil espanyola, marxà voluntari al front d'Aragó on participà en la batalla de Belchite; després li diagnosticaren una malaltia greu i fou alliberat de tornar al front.
En acabar la guerra marxà a l'exili i fou internat al camp d'Argelers. A Perpinyà es retrobà amb Alexandre Cirici Pellicer i altres antics membres de la FNEC i reberen suport del Comitè Britànic d'Ajuda als Refugiats perquè poguessin estudiar a Montpeller, amb Ernest Fouard i Camille Descosy. Allí hi retrobà, entre altres Josep Pallach, Màrius Torres, Antoni Rovira i Virgili, Manuel Cruells i Pompeu Fabra.
El 1940 participà en la fundació del Front Nacional de Catalunya (FNC), i el 25 de gener de 1941 tornà a Barcelona clandestinament, on forma part d'un grup que inicià un servei d'informació en col·laboració amb els aliats. El 25 de novembre de 1943, Espriu fou detingut en l'anomenada «caiguda dels cinquanta» i condemnat a dos anys de presó a la Model, d'on sortí el 4 de novembre de 1945.
Quan sortí de la presó seguí dedicat plenament a la pintura i a l'escultura (estatuetes de terracota), i començà a exposar el 1948. El seu estil, en no seguir ni l'avantguardisme de moda ni la pintura comercial, estil que ell descriu com «realisme interior», no és ni entès ni reconegut en la Barcelona grisa del primer franquisme. Visqué sense luxes, tot i exposar amb èxit de crítica a la Sala Gaspar el 1953. Participà en la redacció de la revista Ariel, fins que perdé tota la seva obra i pertinences en un incendi el 1960, és llavors quan decidí traslladar-se a París amb la família. Allà, participà regularment a les exposicions col·lectives d'artistes independents i en solitari a partir del 1966, també exposà a Tòquio i més endavant a Barcelona 1974 i Madrid 1975.
Tornà a Catalunya el 1979. A cavall entre Barcelona i Vilaverd (Conca de Barberà), seguí pintant, dibuixant i fent escultura (terracotes) fins a l'últim dia de la seva vida, exposant amb èxit arreu de la geografia catalana.
No deixà mai ni la lluita per la llibertat de Catalunya ni la militància al Front Nacional de Catalunya de qui fou el seu darrer secretari general.